# Elaphoidella namnaoensis
Elaphoidella namnaoensis is een eenoogkreeftjessoort uit de familie van de Canthocamptidae. De wetenschappelijke naam van de soort is voor het eerst geldig gepubliceerd in 2010 door Brancelj, Watiroyram & Sanoamuang.